# Hobart and William Smith Colleges
Hobart and William Smith Colleges är en anrik privat högskola belägen i staten New York vid staden Geneva. Högskolan grundades år 1818 då biskop John Henry Hobart etablerade skolan Geneva College, skolan bytte senare namn till Hobart College.
I regel tilläts endast män att studera på högskolan fram till år 1906 då William Smith grundande flickhögskolan William Smith College.
Idag studerar kvinnor och män sida vid sida, men tekniskt studerar fortfarande män vid Hobart College och kvinnor vid William Smith College. 
Skolan klassas som en "first tier" högskola, d.v.s. en mycket högt ansedd högskola.

## Ett urval av kända alumner
- Elizabeth Blackwell, USA:s första kvinnliga läkare.
- Charles J. Folger, amerikansk finansminister.
- Horatio Seymour, amerikansk senator och presidentkandidat.
- Richard R. Kenney, amerikansk senator.
- Cornelius Cole, amerikansk senator.
- Christopher McDonald, skådespelare.
- Eric Bloom, musiker, medlem i Blue Öyster Cult.
- Christian Camargo, skådespelare.
- Alan Kalter, skådespelare.
- Harry Coover, uppfinnare av superlim.